# Хиперид
Хиперид (на старогръцки: Ὑπερείδης, Hypereides, * 390/89 пр.н.е. в Атина; † октомври 322 пр.н.е.) е гръцки оратор и политик. Участва в аферата Харпал (324 пр.н.е.) за свалянето на Демостен, след това се издига до водещ държавник на Атина. След загубата в Ламийската война Хиперид е екзекутиран по заповед на Антипатър.
През 1847 г. в Египет са намерени папируси с неговите речи. Напълно запазени са речта Против Евксенип (pro Euxenippo) (Traumorakel) и фрагменти от речите Против Ликофрон (pro Lycophrone), Против Демостен (от Харпал-процеса) и За Ламийската война. В началото на 21в., при разчитането на Архимедовия палимпсест, са възстановени още десет страници от негови творби. В папирусите от Херкуланеум са разчетени също фрагменти.

## Издания
- Christian Jensen, Hyperidis Orationes sex cum ceterarum fragmentis. Teubner, Stuttgart 1917, Neudruck 1963
- Friedrich Wilhelm Schneidewin, Hyperidis Orationes duae. Ex papyro Ardeniano editae. Dieterich, Göttingen 1853 (съдържа pro Euxenippo и pro Lycophrone)
- David Whitehead, Hypereides, the forensic speeches. Oxford University Press, Oxford 2000, ISBN 0-19-815218-3
- Wilhelm Siegmund Teuffel, Hypereides erhaltene Reden, zum ersten Mal ins Deutsche übersetzt. Stuttgart 1882